# Amphiura africana
Amphiura africana är en ormstjärneart som först beskrevs av  1957, 1957.  Amphiura africana ingår i släktet Amphiura och familjen trådormstjärnor. Inga underarter finns listade i Catalogue of Life.